# Francesca Natividad
Francesca Isabel Natividad, soprannominata Kitten (Ciudad Juárez, 13 febbraio 1948 – Los Angeles, 24 settembre 2022), è stata un'attrice, ballerina e attrice pornografica messicana.
Era una delle attrici preferite da Russ Meyer, con il quale ebbe anche una relazione sentimentale. Per il regista statunitense aveva interpretato Le deliranti avventure erotiche dell'agente speciale Margò e Beneath the Valley of the Ultravixens.

## Biografia
Francesca Natividad era la prima di nove sorelle. Quando lei aveva 10 anni, la madre sposò un cittadino statunitense, quindi la Natividad si trasferì con la famiglia in Texas, e successivamente in California. Lì iniziò a lavorare come domestica e cuoca, quindi iniziò una carriera come ballerina esotica. A 21 anni subì la sua prima operazione per ingrandire il seno: la fece a Tijuana, dove era legale.
La Natividad incontrò Russ Meyer grazie all'attrice Shari Eubank. Il regista la volle per interpretare la parte del "coro greco" nel suo Le deliranti avventure erotiche dell'agente Margò. Meyer restò impressionato dalla performance della Natividad e le diede la parte della protagonista per il suo penultimo film, Beneath the Valley of the Ultra-Vixens, dove l'attrice interpretò due ruoli e dovette aumentare di più la circonferenza del seno. Sul set di questo film la Natividad lasciò il marito e diventò la compagna di Meyer per 15 anni.
Successivamente entrò nel mondo del cinema porno, inizialmente senza prendere parte a scene hard, ma in seguito interpretando molti film di questo genere. Prese inoltre parte ad alcuni cortometraggi di lotta femminile in chiave sexy, principalmente per piccole case di produzione come Triumph Studios e Curtis Dupont.
Nell'ottobre 1999 subì un'operazione di mastectomia, per prevenire il cancro al seno. Si ritirò poi a vita privata, andando ad abitare da sola con tre gatti. Per sostenersi economicamente pubblicò suoi video hard e aprì una chat erotica. Nell'agosto 2006 apparve senza veli sulla rivista per soli uomini Playboy.
È morta il 24 settembre 2022, al Cedars-Sinai Medical Center di Los Angeles.

## Filmografia
- Deep Jaws (1976)
- Sheer Panties (1978)
- John Holmes and the All-Star Sex Queens (1979)
- Girls on Girls (1982)
- Titillation (1982)
- Bodacious Ta Tas (1983)
- Eat at the Blue Fox (1983)
- Girlfriends (II) (1983)
- Let's Talk Sex (1983)
- Stiff Competition (1984)
- Big Busty 3 (1985)
- Vergini corpi frementi (Ten Little Maidens), regia di John Seeman (1985) (cameo non hard)
- Bad Girls 4 (1986)
- Best of Big Busty (1986)
- Famous Ta Ta's (1986)
- Girls Who Dig Girls 2 (1986)
- Sex Game (1986)
- Monumental Knockers 1 (1987)
- Thanks for the Mammories (1987)
- Ten Years of Big Busts 2 (1990)
- 40 the Hard Way (1991)
- Big Bust Babes 7 (1991)
- Breast Worx 11 (1991)
- Cum to Dinner (1991)
- Double D Dykes 1 (1991)
- Sarah Young's Private Fantasies 4 (1991)
- Titillation 3 (1991)
- Blue Vanities 125 (1992)
- Breast Worx 30 (1992)
- Enemates 7 (1992)
- Fresh Tits Of Bel Air (1992)
- Heel's Angels (1992)
- Honeymooned (1992)
- Kitten Cums-back (1992)
- Toppers 1 (1992)
- Big Busted Wet T-Shirt Video (1993)
- Girls Around the World 9: Big Boob Lottery (1993)
- Leg Ends 8 (1993)
- Raging Waters (1993)
- Super Vixens 2 (1993)
- Toppers 12 (1993)
- Arch Enemies (1995)
- Wild Wild Chest 3 (1996)
- Cafe Flesh 2 (1997)
- Cum Stoppers 13 (1998)
- Blue Vanities S-620 (1999)
- Wadd: The Life and Times of John C. Holmes (2001)
- Swedish Erotica 4Hr 10 (2003)
- Lesbian Bra Busters of the 80's (2004)
- Faster Pussycat Fuck Fuck (2005)
- Kitten Natividad Collection (2006)
- XXX Bra Busters in the 1970's 2 (2007)
- Busty Mature Vixens 5 (2008)
- Mommy Knows Best 1 (2009)
- Porn Star Legends: Kitten Natividad (2012)
- Naughty In Nighties (2013)

## Filmografia non pornografica (parziale)
- I nuovi centurioni (The New Centurions), regia di Richard Fleischer (1972) - non accreditata
- Deep Jaws, regia di Perry Dell (1976)
- Le deliranti avventure erotiche dell'agente speciale Margò (Up!), regia di Russ Meyer (1976)
- Sheer Panties, regia di Billy Thornberg (1979)
- Beneath the Valley of the Ultra-Vixens, regia di Russ Meyer (1979)
- John Holmes and the All Star Sex Queens (1980)
- L'aereo più pazzo del mondo (Airplane!), regia di Zucker-Abrahams-Zucker (1981)
- Titillation, regia di Damon Christian (1982)
- L'aereo più pazzo del mondo... sempre più pazzo (Airplane II:The Sequel), di Ken Finkleman (1982)
- The Wild Life, regia di Art Linson (1984)
- Prigione modello (Doin' Time), regia di George Mendeluk (1985)
- La tomba (The Tomb), di Fred Olen Ray (1986)
- Ancora 48 ore (Another 48 Hrs.), regia di Walter Hill (1990)
- La ragazza che voglio (The Girl I Want), regia di David DeCoteau (1990)